# NGC 6819
NGC 6819 (другое обозначение — OCL 155) — рассеянное звёздное скопление в созвездии Лебедь.
Этот объект входит в число перечисленных в оригинальной редакции «Нового общего каталога».
Скопление было открыто Каролиной Гершель 12 мая 1784 года, однако впоследствии Уильям Гершель не смог его обнаружить и каталогизировать. Объект был независимо переоткрыт Карлом Хардингом не позднее 1824 года и Джоном Гершелем 31 июля 1831 года.